# Zotzensee (Mirow)
Der Zotzensee liegt in der Mecklenburgischen Seenplatte südlich von Mirow im Süden Mecklenburg-Vorpommerns. Der Zotzensee ist der nördlichste See der südlich von Mirow befindlichen Seenkette aus Zotzensee, Mössensee, Vilzsee, Zethner See und Schwarzer See. 
Der Name leitet sich vermutlich vom slawischen sosna für Kiefer ab.
Der See ist zirka 1,9 Kilometer lang und zirka 500 Meter breit. Er besitzt eine langgestreckte Form und geht im Süden in den Mössensee über. Im Norden besitzt er einen Zufluss aus dem Mirower See. Im Südteil hat er durch die in den See ragende Halbinsel Holm eine ausgeprägte Bucht. Der See ist Teil der Müritz-Havel-Wasserstraße und ist über eine schmale Verbindung, den Mückenkanal, mit dem Schwarzen See verbunden. 
Die Ränder des Sees sind fast durchgängig bewaldet und die Ufer schilfbestanden.